# Valea Inzelului
Valea Inzelului (wymowaⓘ) – wieś w Rumunii, w okręgu Alba, w gminie Râmeț. W 2011 roku liczyła 61 mieszkańców.